# Amputiertenfußball
Amputiertenfußball ist eine Ballsportart aus dem Bereich des Behindertensports, bei der die Mannschaften aus drei bis sechs beinamputierten Feldspielern mit Unterarmgehstützen und ohne Prothesen sowie einem armamputierten Torwart bestehen. International wird mit sechs Feldspielern auf einer Spielfeldgröße von 60 × 40 Meter gespielt, die Spielzeit beträgt zweimal 25 Minuten. In der Deutschen Amputierten-Fußball-Bundesliga wird  mit vier Feldspielern und einem Torwart auf 40 × 20 Meter für zweimal 20 Minuten gespielt.

## Geschichte
Der Amputiertenfußball wurde im Jahr 1982 von Don Bennett aus Seattle (Vereinigte Staaten von Amerika) erfunden. Das Spiel fand Anklang in den Vereinigten Staaten, Kanada und Zentralamerika, sodass 1984 das erste internationale Turnier stattfand. In den folgenden Jahren steigerte Bill Barry, ein professioneller Fußballtrainer, durch Demonstrationsspiele in Halbzeitpausen das Medieninteresse an der Fußballvariante und führte das Spiel beispielsweise im Jahr 1988 in Usbekistan ein. 2005 wurde die World Amputee Football Federation (WAFF) als Weltverband des Amputiertenfußballs gegründet, der europäische Kontinentalverband European Amputee Football Federation (EAFF) entstand im Jahr 2015.
Bereits 1994 und 1995 hatte eine Mannschaft aus Rheinland-Pfalz, die ursprünglich Sitzball spielte, an internationalen Turnieren im Amputiertenfußball teilgenommen. Nach über einem Jahrzehnt ohne Aktivität auf deutschem Boden begann auf Anregung von Lothar Schacke aus München im Jahr 2008 die Förderung der Sportart durch die Sepp-Herberger-Stiftung des Deutschen Fußball-Bundes (DFB). 2012 nahm die Mannschaft zum ersten Mal an einem internationalen Turnier teil, zwei Jahre später mit Unterstützung durch Crowdfunding an der Weltmeisterschaft in Mexiko und 2017 an der Europameisterschaft in der Türkei. Bis 2020 bestanden drei Vereine in Deutschland mit Amputiertenfußball: Anpfiff Hoffenheim, Sportfreunde Braunschweig (beide seit 2015) und Fortuna Düsseldorf (2019). Im September und Oktober 2020 fand die erste bundesweite Turnierrunde mit den Vereinen aus Hoffenheim, Braunschweig und Düsseldorf statt; den Wanderpokal „Anpfiff ins Leben Cup“ gewann schließlich Fortuna Düsseldorf.
Seit 2021 wird jährlich die Deutsche Amputierten-Fußball-Bundesliga ausgetragen. Teilnehmer waren in der ersten Saison Anpfiff Hoffenheim, Fortuna Düsseldorf sowie die neu gegründete SG Nord-Ost aus dem Hamburger SV, Tennis Borussia Berlin und den Sportfreunden Braunschweig. Meister wurde die Mannschaft aus Hoffenheim. In der Saison 2023 kam der 1. FSV Mainz 05 hinzu, 2024 traten der HSV und Tennis Borussia mit eigenen Mannschaften anstelle der bisherigen Spielgemeinschaft an. Die Spieltage der Bundesliga werden jeweils an einem Standort gespielt. Zum Saisonende gibt es seit 2023 einen Finalspieltag im Playoff-Format. Dieser fand 2023 in Düsseldorf und 2024 in Berlin statt.

## Europameisterschaft
| Jahr | Gastgeber                 | Europameisterschaft | Europameisterschaft | Europameisterschaft | Europameisterschaft |
| Jahr | Gastgeber                 | 1. Platz            | 2. Platz            | 3. Platz            |                     |
| ---- | ------------------------- | ------------------- | ------------------- | ------------------- | ------------------- |
| 1999 | Kiew (Ukraine)            | Brasilien           | Russland            | Usbekistan          |                     |
| 2008 | Istanbul (Türkei)         | Russland            | Türkei              | England             |                     |
| 2017 | Istanbul (Türkei)         | Türkei              | England             | Polen               |                     |
| 2021 | Krakau (Polen)            | Türkei              | Spanien             | Polen               |                     |
| 2024 | Haute-Savoie (Frankreich) | Türkei              | Spanien             | Polen               |                     |

## Weltmeisterschaft
| Jahr | Gastgeber                      | Weltmeisterschaft | Weltmeisterschaft | Weltmeisterschaft | Weltmeisterschaft |
| Jahr | Gastgeber                      | 1. Platz          | 2. Platz          | 3. Platz          |                   |
| ---- | ------------------------------ | ----------------- | ----------------- | ----------------- | ----------------- |
| 1998 | Manchester (England)           | Russland          | Usbekistan        | Brasilien         |                   |
| 2000 | Seattle (USA)                  | Brasilien         | Russland          | Ukraine           |                   |
| 2001 | Rio de Janeiro (Brasilien)     | Brasilien         | Russland          | England           |                   |
| 2002 | Sotschi (Russland)             | Russland          | Brasilien         | Usbekistan        |                   |
| 2003 | Taschkent (Usbekistan)         | Russland          | Ukraine           | Brasilien         |                   |
| 2005 | Rio de Janeiro (Brasilien)     | Brasilien         | Russland          | England           |                   |
| 2007 | Antalya (Türkei)               | Usbekistan        | Russland          | Türkei            |                   |
| 2010 | Crespo (Argentinien)           | Usbekistan        | Argentinien       | Türkei            |                   |
| 2012 | Kaliningrad (Russland)         | Usbekistan        | Russland          | Türkei            |                   |
| 2014 | Culiacán (Mexiko)              | Russland          | Angola            | Türkei            |                   |
| 2018 | San Juan de los Lagos (Mexiko) | Angola            | Türkei            | Brasilien         |                   |
| 2022 | Istanbul (Türkei)              | Türkei            | Angola            | Usbekistan        |                   |

## Deutsche Amputierten-Fußball-Bundesliga
| Saison | Spielort Finalspieltag           | 1. Platz           | 2. Platz           | 3. Platz                               | 4. Platz           | 5. Platz               |
| ------ | -------------------------------- | ------------------ | ------------------ | -------------------------------------- | ------------------ | ---------------------- |
| 2021   | Ligaformat ohne Finalspieltag    | Anpfiff Hoffenheim | Fortuna Düsseldorf | SG Nord-Ost (HSV/TeBe/SF Braunschweig) | –                  | –                      |
| 2022   | Ligaformat ohne Finalspieltag    | Fortuna Düsseldorf | Anpfiff Hoffenheim | SG Nord-Ost                            | –                  | –                      |
| 2023   | Helmut-Pöstges-Platz, Düsseldorf | Fortuna Düsseldorf | 1. FSV Mainz 05    | Anpfiff Hoffenheim                     | SG Nord-Ost        | –                      |
| 2024   | Mommsenstadion, Berlin           | 1. FSV Mainz 05    | Hamburger SV       | Fortuna Düsseldorf                     | Anpfiff Hoffenheim | Tennis Borussia Berlin |

## Galerie

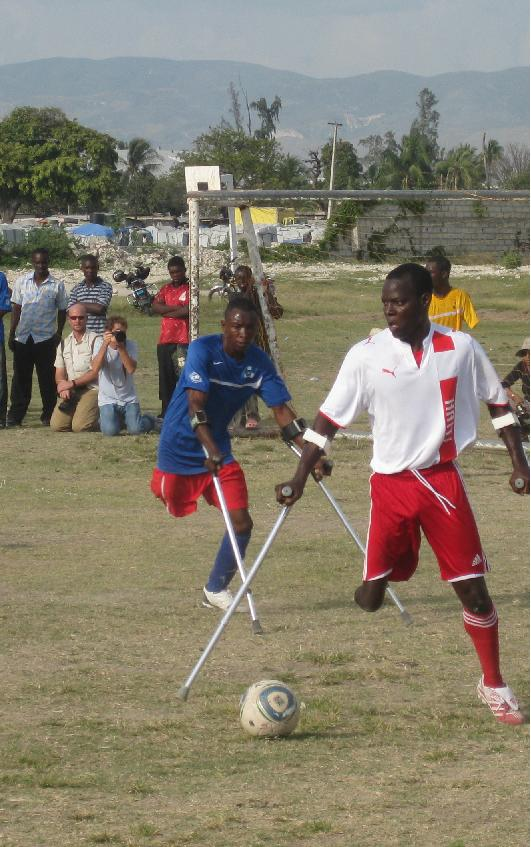
Amputiertenfußball in Haiti (2011)
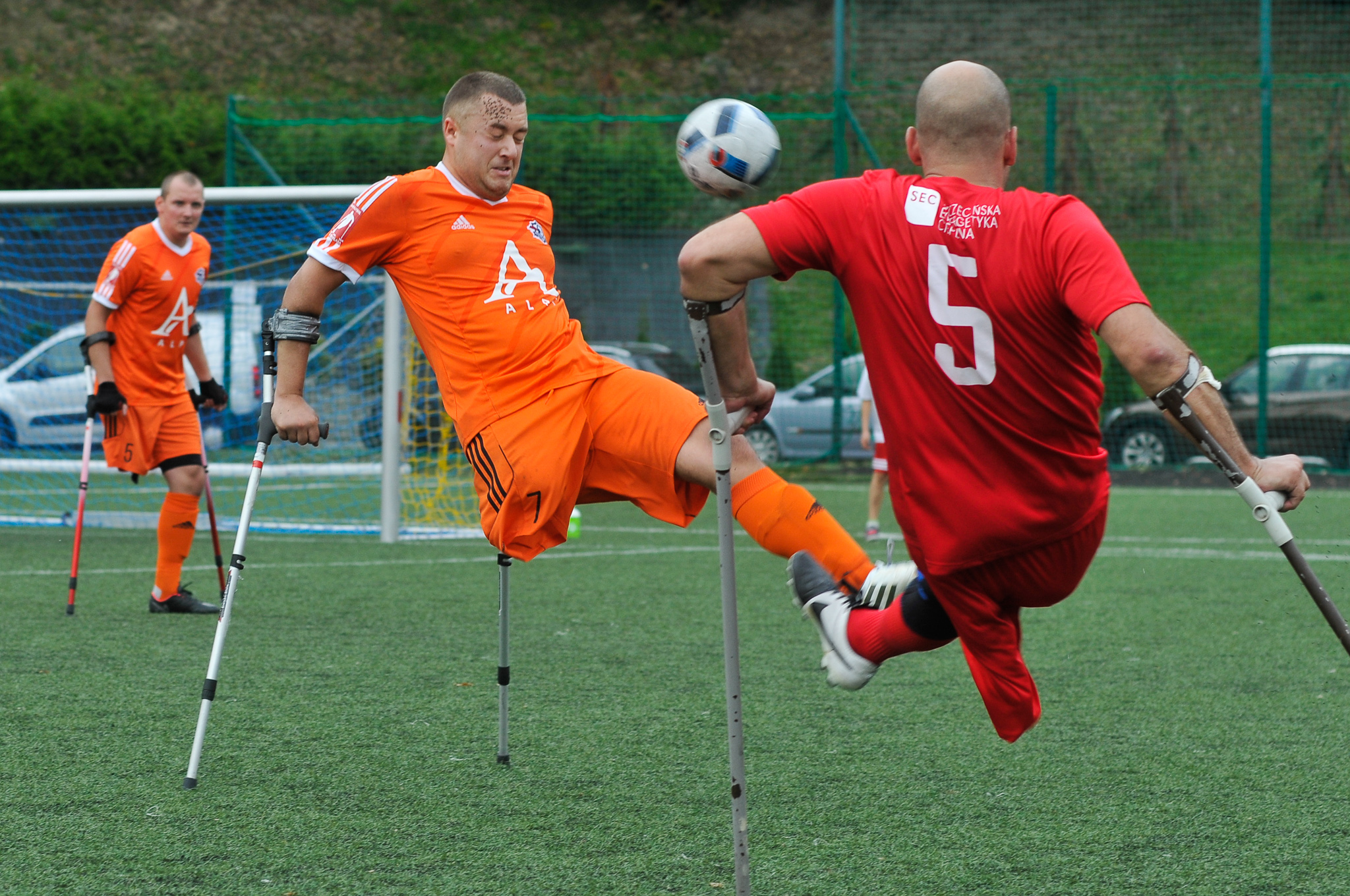
Amputiertenfußball in Polen (2016)
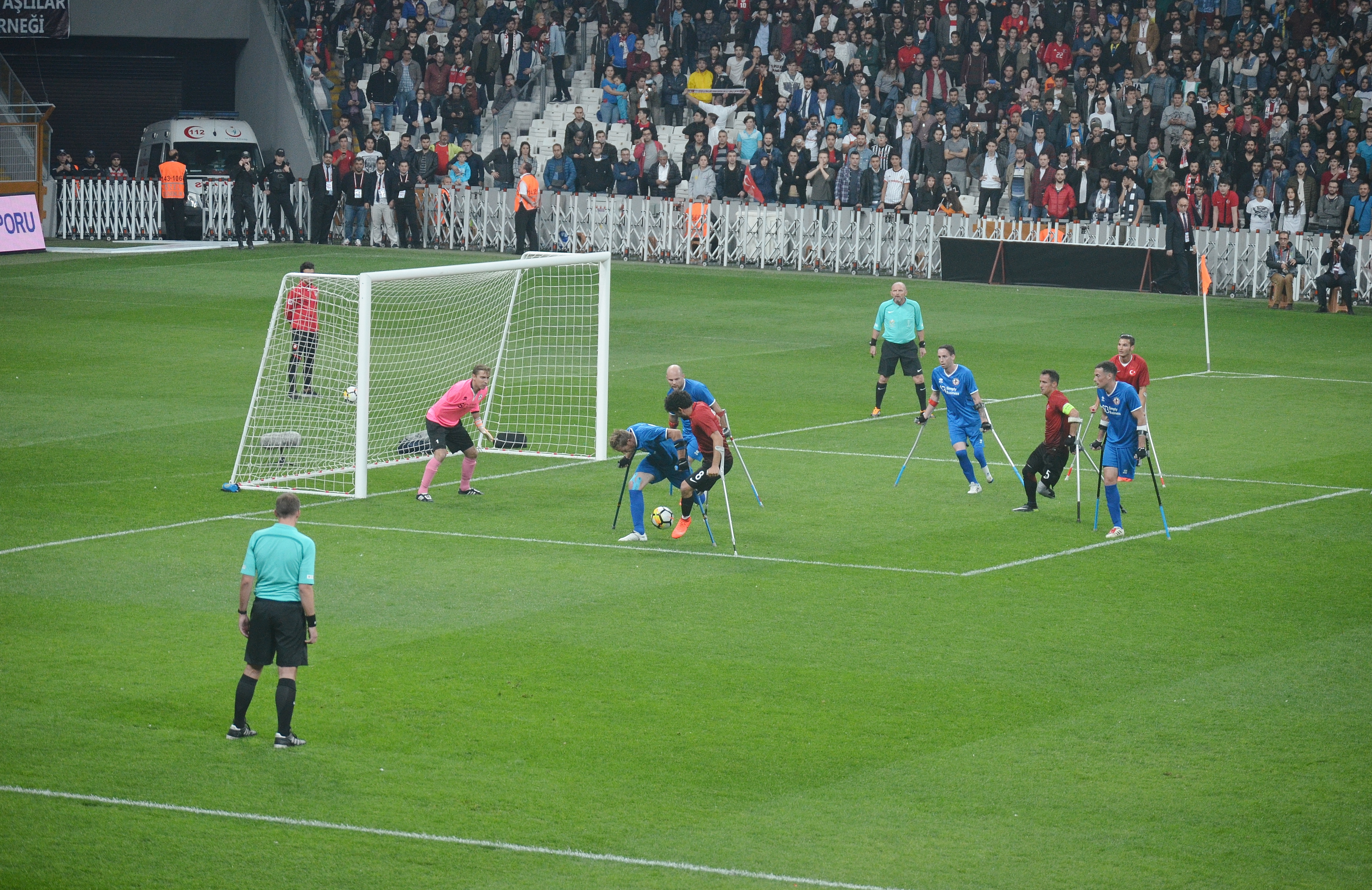
Spielszene aus dem Finale der Europameisterschaft 2017 in Istanbul